# 12-я дивизия (Япония)
12-я дивизия (яп. 第12師団 Дай-дзю:-ни сидан) — пехотная дивизия в Императорской японской Армии.

## История
Сформирована 1 октября 1898 года в качестве резервной дивизии после японо-китайской войны 1894—1895, базировалась в городе Кокура на севере острова Кюсю. Впоследствии передислоцировалась в город Куруме префектуры Фукуока. Большинство военнослужащих набиралось из префектур на севере Кюсю.
Участвовала в русско-японской войне и интервенции на Дальнем Востоке. В 1932 году несколько групп, организованных как 24-я смешанная бригада, принимали участие в первом шанхайском инциденте.
В 1937 году 12-я дивизия была перемещена в Маньчжоу-го под контроль Квантунской армии. В 1945 году в заключительных фазах Второй мировой фойны в Тихом океане была переведена на Тайвань и перешла на гарнизонное положение. Распущена после войны.

## Состав

### «Квадратная» формация
По состоянию на начало второй японо-китайской войны:
- 12-я пехотная бригада
  - 14-й пехотный полк
  - 47-й пехотный полк
- 24-я пехотная бригада
  - 46-й пехотный полк
  - 48-й пехотный полк
- 24-й полк полевой артиллерии
- 12-й кавалерийский полк
- 18-й инженерный полк
- 18-й транспортный полк

Как и многие другие дивизии, в конце 1930-х — начале 1940-х 12-я дивизия была реорганизована в «треугольную».

## Командующие
- Генерал-лейтенант Тамура Хирокадзу (1 октября 1898 — 6 марта 1899)
- Генерал-лейтенант Иноуэ Хикару (13 марта 1899 — 6 июля 1906)
- Генерал-лейтенант Асада Нобуоки (6 июля 1906 — 26 августа 1910)
- Генерал-лейтенант Андо Тэйби (26 августа 1910 — 14 января 1912)
- Генерал-лейтенант Яманэ Такэсукэ (14 января 1912 — 27 ноября 1912)
- Генерал-лейтенант Утияма Кодзиро (27 ноября 1912 — 22 августа 1913)
- Генерал-лейтенант Фудзии Сигэта (22 августа 1913 — 11 мая 1914)
- Генерал-лейтенант Сиба Горо (11 мая 1914 — 2 июля 1918)
- Генерал-лейтенант Ои Сигэмото (2 июля 1918 — 26 августа 1919)
- Генерал-лейтенант Киносита Усабуро (26 августа 1919 — 20 июля 1921)
- Генерал-лейтенант Мориока Морисигэ (20 июля 1921 — 6 августа 1923)
- Генерал-лейтенант Исомура Тоси (6 августа 1923 — 28 июля 1926)
- Генерал-лейтенант Такэгами Цунэсабуро (28 июля 1926 — 8 марта 1928)
- Генерал-лейтенант Канаяма Хисамацу (8 марта 1928 — 1 августа 1930)
- Генерал-лейтенант Кихара Киёси (1 августа 1930 — 29 февраля 1932)
- Генерал-лейтенант Сугияма Хадзимэ (29 февраля 1932 — 18 марта 1933)
- Генерал-лейтенант Отани Кадзуо (18 марта 1933 — 15 марта 1935)
- Генерал-лейтенант Кацуки Киёси (15 марта 1935 — 7 марта 1936)
- Генерал-лейтенант Симидзу Ёсисигэ (7 марта 1936 — 1 марта 1937)
- Генерал-лейтенант Ямада Отодзо (1 марта 1937 — 8 января 1938)
- Генерал-лейтенант Уэмура Сэйтаро (8 января 1938 — 9 марта 1940)
- Генерал-лейтенант Кавабэ Масакадзу (9 марта 1940 — 1 марта 1941)
- Генерал-лейтенант Касахара Юкио (1 марта 1941 — 1 августа 1942)
- Генерал-лейтенант Нумада Такадзо (1 августа 1942 — 29 октября 1943)
- Генерал-лейтенант Хитоми Сюдзо (29 октября 1943 — август 1945)